# Halticacris orientalis
Halticacris orientalis är en insektsart som beskrevs av Marius Descamps 1980. Halticacris orientalis ingår i släktet Halticacris och familjen gräshoppor. Inga underarter finns listade i Catalogue of Life.